# E. Marlitt
E. Marlitt, est le pseudonyme de Friederieke Henriette Christiane Eugenie John, née le 5 décembre 1825 à Arnstadt où elle est morte le 22 juin 1887. Elle est une écrivaine populaire allemande.

## Biographie
Obligée de mettre fin à ses études musicales à Vienne après être devenue sourde, Marlitt débuta, de retour dans sa ville natale, une carrière littéraire prolifique, consistant essentiellement en romans de colportage : « De nombreux romans ont fait connaître mademoiselle Marlitt, et le public lui a trouvé une pagination brillante, un don d’intéresser, une haine violente contre les abus, la tyrannie, l’hypocrisie, l’avarice ».
Son nom de plume viendrait peut-être de Meine Arnstädter Litteratur : ma littérature d’Arnstadt.
Voici ce que l'écrivain suisse Robert Walser a dit d'E. Marlitt : « Il est possible qu'elle ait été une dame un peu grandiloquente et même une adepte du progrès trop inconditionnelle ; mais pour ce qui est de son imagination et de son esprit éclairé, mainte "célébrité" du jour pourrait l'envier. Elle avait été, au milieu du XIXème siècle, une cantatrice de talent. Ensuite elle tomba malade, si bien qu'elle écrivit presque tous ses livres alitée.» 

## Œuvre
- Die zwölf Apostel, Leipzig, 1865.
- Goldelse, Leipzig, 1866, trad. de l’allemand par Emmeline Raymond sous le titre de Élisabeth aux cheveux d’or.
- Blaubart, Leipzig, 1866, trad. de l’allemand par Emmeline Raymond sous le titre de Barbe-bleue.
- Das Geheimnis der alten Mamsell, Leipzig, 1867, trad. de l’allemand par Emmeline Raymond sous le titre de le Secret de la vieille demoiselle.
- Reichsgräfin Gisela, Leipzig, 1869, trad. de l’allemand par Emmeline Raymond sous le titre de Gisèle, comtesse de l’Empire.
- Thüringer Erzählungen, Leipzig, 1869.
- Das Heideprinzeßchen, Leipzig, 1871, trad. de l’allemand par Emmeline Raymond sous le titre de la Petite Princesse des bruyères.
- Die zweite Frau, Leipzig, 1873, adapté de l’allemand par Emmeline Raymond sous le titre de la Seconde Femme.
- Im Hause des Kommerzienrats, Leipzig, 1877, imité de l’allemand par Emmeline Raymond sous le titre de Chez le conseiller.
- Im Schillingshof, Leipzig, 1880, trad. de l’allemand par Emmeline Raymond sous le titre de la Maison Schilling.
- Amtmanns Magd, Leipzig, 1881, trad. de l’allemand par Emmeline Raymond sous le titre de la Servante du régisseur.
- Die Frau mit den Karfunkelsteinen, Leipzig, 1885, trad. de l’allemand par Emmeline Raymond sous le titre de la Dame aux pierreries.
- Das Eulenhaus (laissé en manuscrit, complété et publié à titre posthume par Wilhelmine Heimburg), Leipzig, 1888, trad. de l’allemand par Emmeline Raymond sous le titre de la Maison des hiboux.
- Gesammelte Romane und Novellen, 10 Bände Leipzig, Keil’s Nachf., 1888-1890, trad. de l’allemand par Emmeline Raymond sous le titre de Variétés.

## Fiction autour de E. Marlitt
- Der Schatz der Eugenie Marlitt / histoire de François Rivière ; écrite par Sibylle von de Fenn. Paris : Nathan, coll. "Version originale", 1990, 41 p.  (ISBN 2-09-886-252-0)

## Sources
- Octave Uzanne, Le Livre, Paris, A. Quantin, 1881, p. 161.
- Journal des Demoiselles, Paris, Au Bureau du journal, 1883, p. 7.